# Freundeskreis Reichsführer-SS
Freundeskreis Reichsführer-SS ("Reichsführer-SS vänkrets") eller Freundeskreis Heinrich Himmler ("Heinrich Himmlers vänkrets") var i Tredje riket en sammanslutning av tyska företagsledare, ämbetsmän och SS-ledare. Freundeskreis Reichsführer-SS fungerade som en förbindelselänk mellan de ekonomiska makthavarna och den politiska eliten och hade Heinrich Himmler som beskyddare.

## Medlemmar
1. Hermann Behrends
2. Rudolf Bingel
3. Gottfried von Bismarck-Schönhausen
4. Karl Blessing
5. Wilhelm Börger
6. Heinrich Bütefisch
7. Kurt Dellmann
8. Friedrich Karl Dermietzel
9. Hans Fischböck
10. Friedrich Flick
11. Rudolph Firle
12. Herbert Göring
13. Karl von Halt
14. Franz Hayler
15. Ewald Hecker
16. Emil Helfferich
17. Otto Heuer>
18. Erich Hilgenfeldt
19. Richard Kaselowsky
20. Hans Kehrl
21. Wilhelm Keppler
22. Fritz Kiehn
23. Wilhelm Kleinmann
24. Fritz Kranefuß
25. Carl Vincent Krogmann
26. Karl Lindemann
27. Freiherr von Lüdinghausen
28. Emil Heinrich Meyer
29. Werner Naumann
30. Otto Ohlendorf
31. Alfred Olscher
32. Oswald Pohl
33. Karl Rasche
34. Herbert Reichenberger
35. Friedrich Reinhart
36. Hellmut Röhnert
37. Erwin Rösener
38. August Rosterg
39. Hjalmar Schacht
40. Ernst Schäfer
41. Walter Schieber
42. Heinrich Schmidt
43. Kurt Schmitt
44. Kurt von Schröder
45. Wolfram Sievers
46. Otto Steinbrinck
47. Albert Vögler
48. Wilhelm Voss
49. Hermann Waldhecker
50. Hans Walz
51. Franz Heinrich Witthoefft
52. Karl Wolff
53. Walther Wüst